# Igreja de San Nicolò all'Arena
San Nicolò all'Arena é uma igreja paroquial católica romana no centro histórico de Verona, Itália, dedicada a São Nicolau. Ela está localizada perto da Arena, um anfiteatro romano do século I d.C. bem preservado. O atual edifício barroco foi construído entre 1627 e 1683 no local de uma igreja românica anterior que existia desde o século XII ou antes. A fachada da igreja permaneceu incompleta até que a fachada neoclássica da igreja de San Sebastiano foi transferida para San Nicolò na década de 1950, depois que a antiga igreja foi destruída durante a Segunda Guerra Mundial.

## História

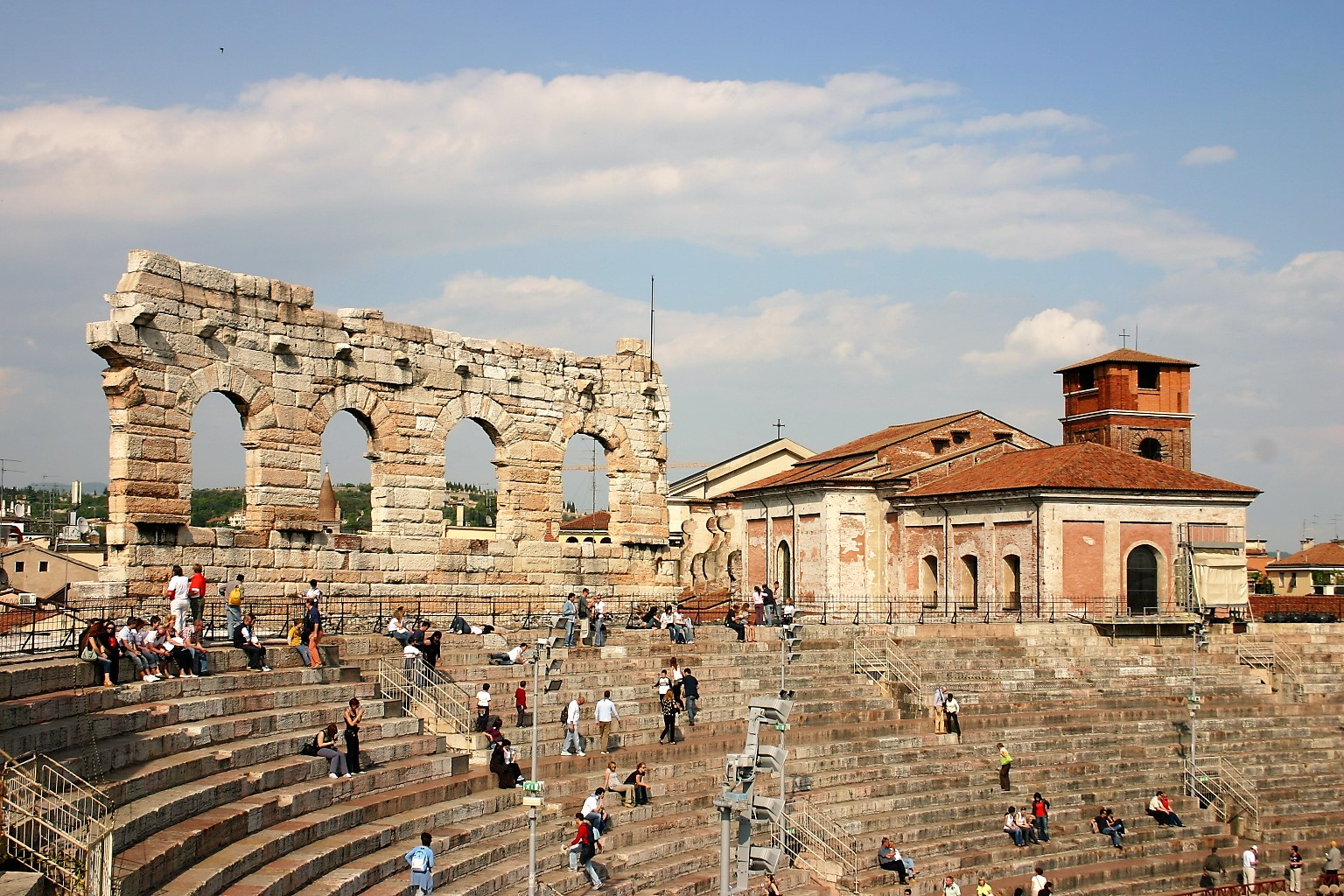
Parte traseira da igreja vista de dentro da Arena de Verona

A referência mais antiga conhecida a San Nicolò all'Arena data do século XII, quando uma igreja românica conhecida como San Nicholai de Buchadarena se erguia em seu local. O edifício deve o seu nome à proximidade com a Arena Romana e acredita-se que tenha sido uma igreja paroquial em 1336. Algumas relíquias que incluíam os restos mortais de mártires foram descobertas dentro do edifício em 1519.
A igreja e os arredores foram adquiridos pelos Teatinos em 1598, que fizeram planos para reconstruir a igreja e construir um mosteiro. Ela deixou de ser uma igreja paroquial em 1603. A reconstrução começou em 21 de março de 1627 por projetos do arquiteto Lellio Pellesina e a igreja românica foi demolida em 1630, mas durante esse ano as obras foram interrompidas devido a um surto de peste. Depois que a praga acabou, uma cripta dedicada ao Cristo Redentor foi construída dentro da igreja para comemorar a libertação da epidemia. A construção da cripta começou em 15 de março de 1631 e foi concluída em 1640. A própria igreja foi concluída em 1683, embora a cúpula planejada nunca tenha sido construída e o revestimento de pedra da fachada nunca tenha sido instalado. Foi consagrada pelo bispo Pietro Leoni em 1697.

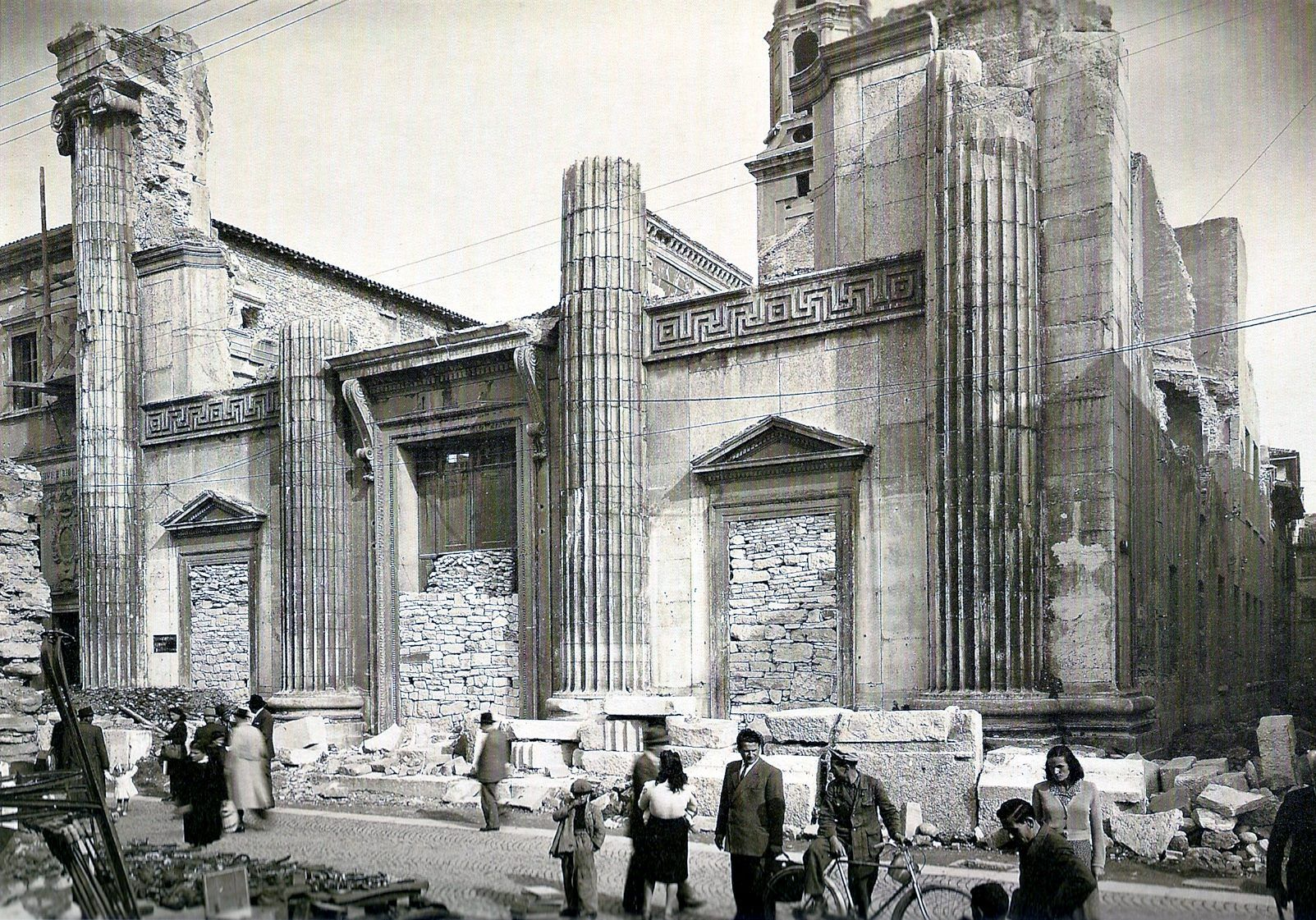
Ruínas da igreja de San Sebastiano em 1946, antes de sua fachada ser realocada para San Nicolò all'Arena

Em 1806, durante o domínio napoleônico, os teatinos foram expulsos da igreja. Mais uma vez, tornou-se igreja paroquial em 1810. A fachada permaneceu incompleta até meados do século XX, quando a fachada da igreja de San Sebastiano foi transferida para San Nicolò all'Arena. San Sebastiano havia sido bombardeado durante a Segunda Guerra Mundial, e sua fachada (que havia sido concluída em 1830 pelo arquiteto Giuseppe Barbieri ) foi desmontada e reconstruída no novo local entre 1951 e 1953. Durante a relocação, algumas mudanças tiveram que ser feitas na fachada para acomodar as dimensões maiores de San Nicolò all'Arena, incluindo a construção de um tímpano de concreto.
Os trabalhos de restauro da nave e do transepto foram executados em 1998 e 1999 sob a direção do arquiteto Oreste Valdinoci. Em 2001, uma rampa foi adicionada à entrada lateral pela arquiteta Paola Bogoni para melhorar a acessibilidade . A restauração do piso interno foi realizada entre 2001 e 2002 pelo arquiteto Massimiliano Valdinoci, e o interior e exterior da igreja foram consolidados e restaurados entre 2012 e 2015 pelo arquiteto Giovanni Castiglioni.

## Arquitetura

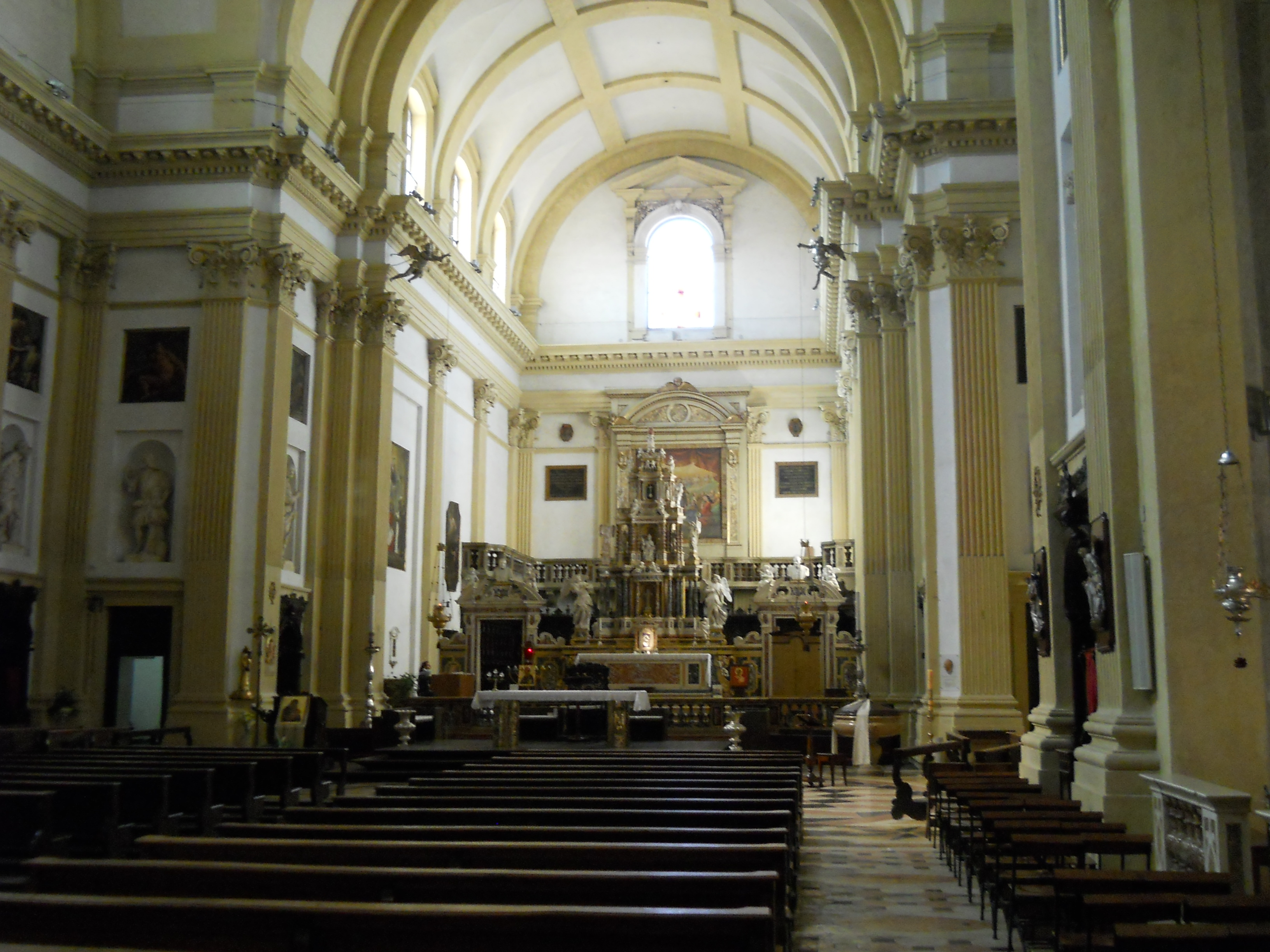
O interior da igreja com o profundo presbitério

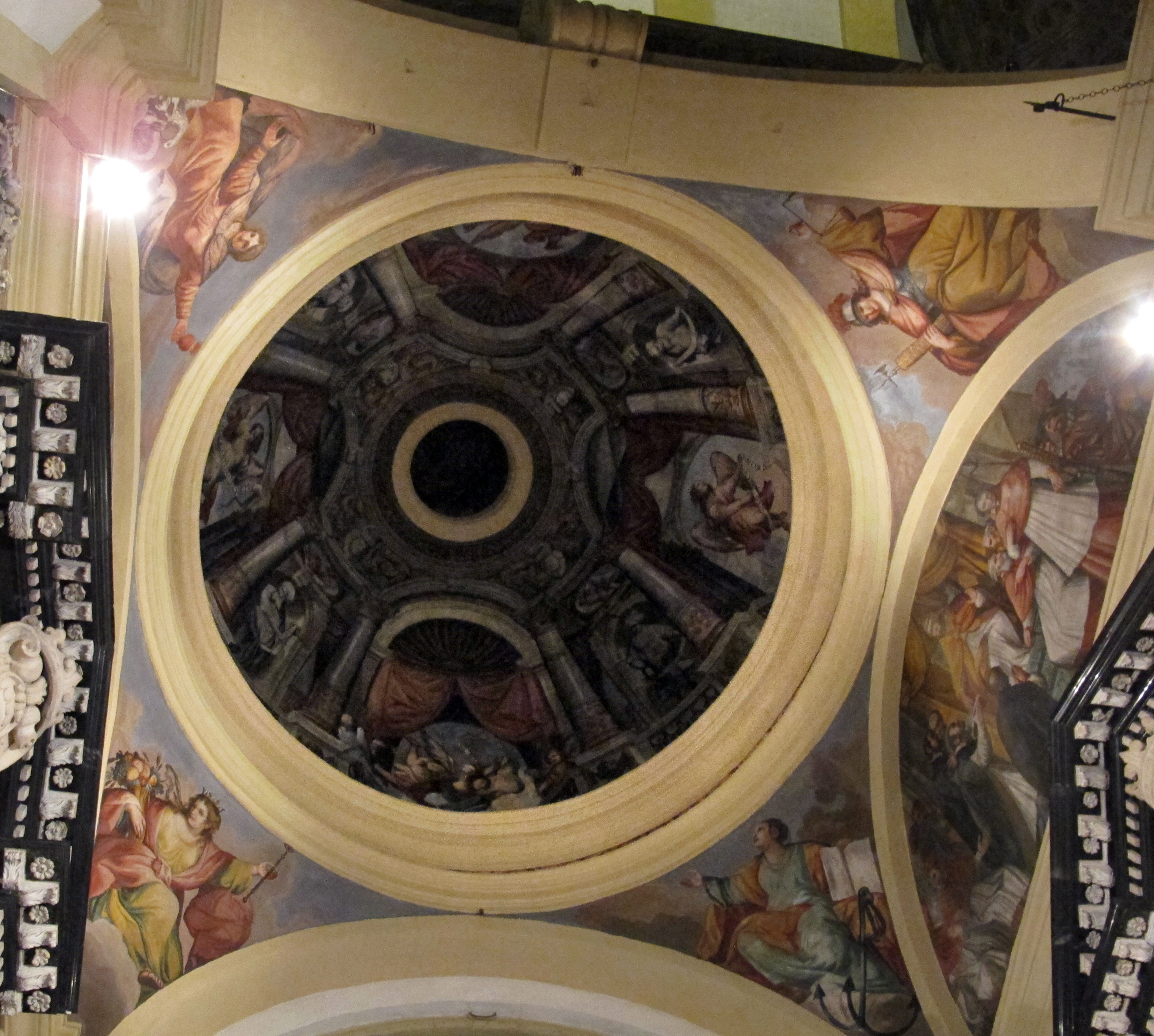
A pintura Trompe-l'oeil da cúpula

A atual igreja é construída em estilo barroco, enquanto a fachada realocada é neoclássica. Este último possui quatro colunas jônicas caneladas de uma ordem gigante que sustentam um tímpano triangular. O portal principal encontra-se ao centro e é encimado por uma inscrição onde se lê D.O.M. IN HONOREM S. NICOLAI EPISCOPI. Existem dois portais menores encimados por frontões e, acima deles, nichos vazios e decorações de festões.
A igreja foi construída em tijolo e pedra. Tem planta cruciforme com nave única e capelas laterais, um pequeno transepto e um presbitério profundo. Uma das capelas tem como retábulo o quadro San Giovanni Battista nel deserto (São João Batista no deserto) de Antonio Balestra.
Abaixo do presbitério encontra-se a cripta de três naves com abóbadas de berço separadas por fiadas de arcos baixos sustentados por pilares. A igreja tem uma torre sineira que se encontra nas traseiras do edifício junto à sacristia. Este é baixo e atarracado e nunca foi concluído, pois uma grande torre do sino teria um impacto visual negativo na Arena próxima.

Uma cúpula foi planejada para o edifício, mas nunca foi construída, e em seu lugar há um teto plano com um trompe-l'oeil simulando uma cúpula.